# Veksø
Veksø – miasto w Danii, w regionie Stołecznym, w gminie Egedal.